# Forteresse aldobrandesque

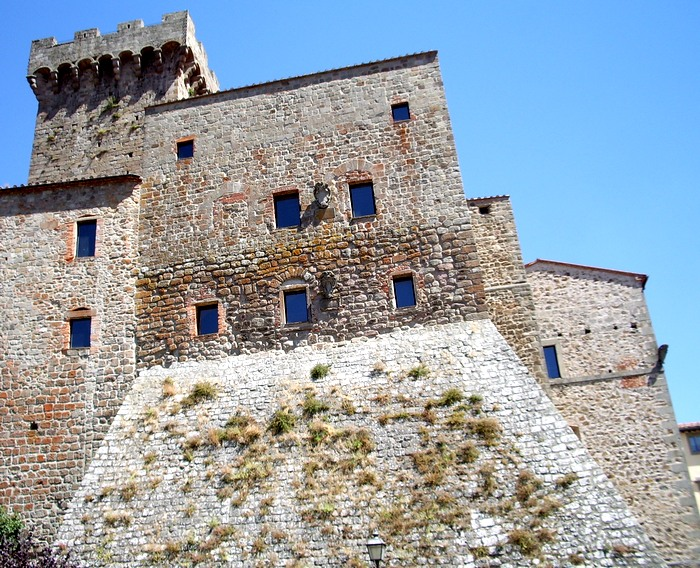
Forteresse d'Arcidosso.

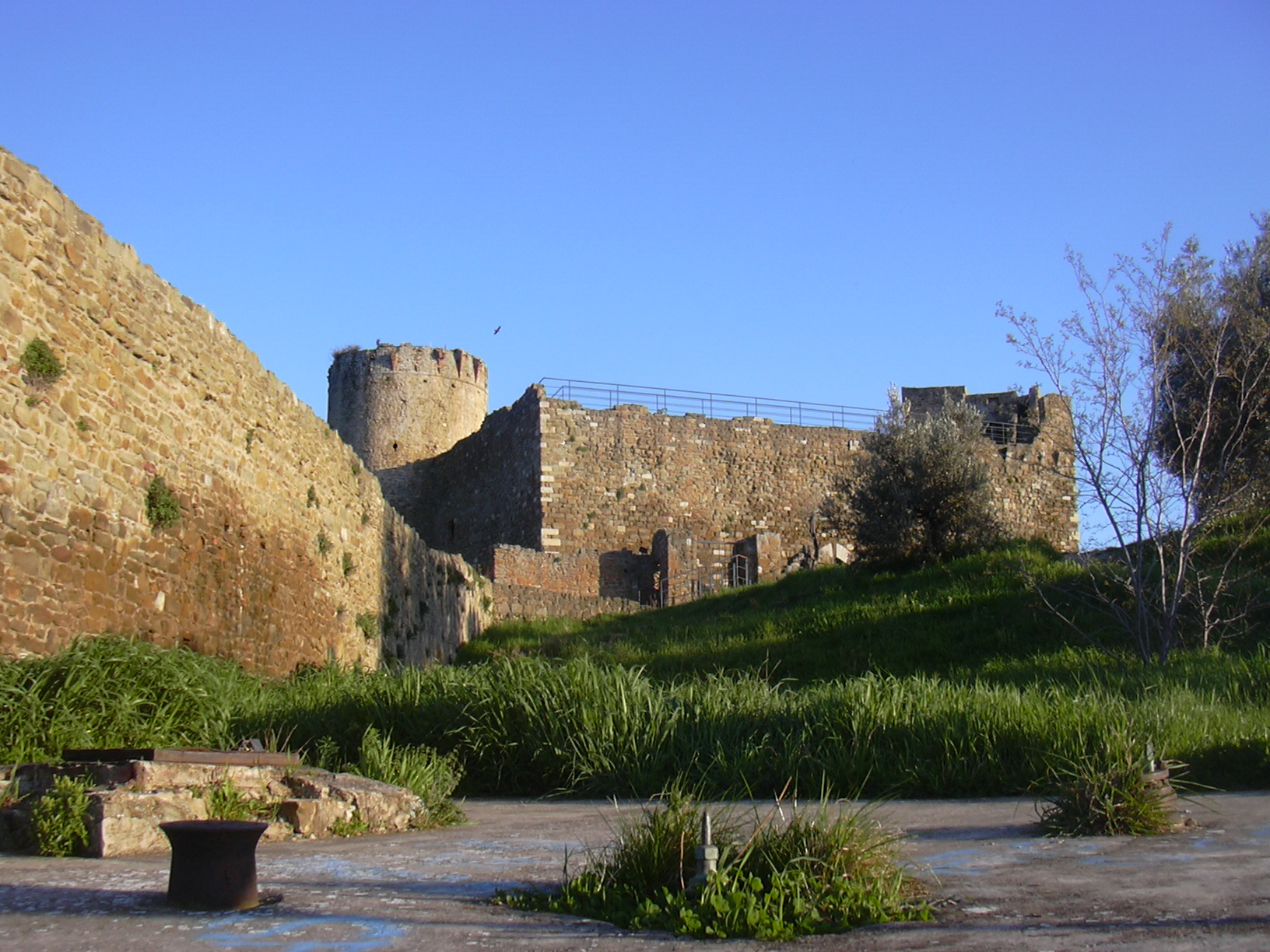
Forteresse de Scarlino.

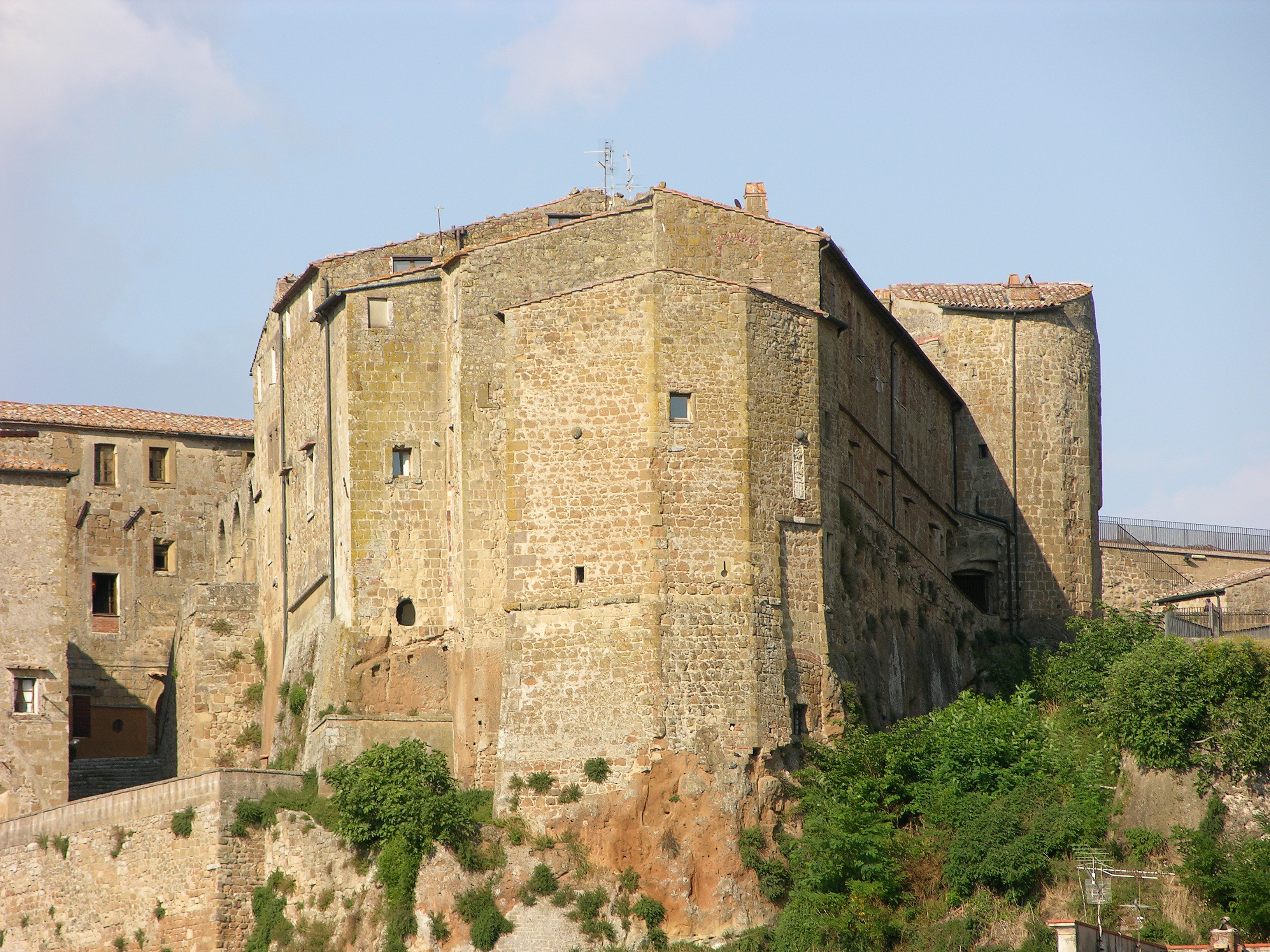
Forteresse Orsini de Sorano.

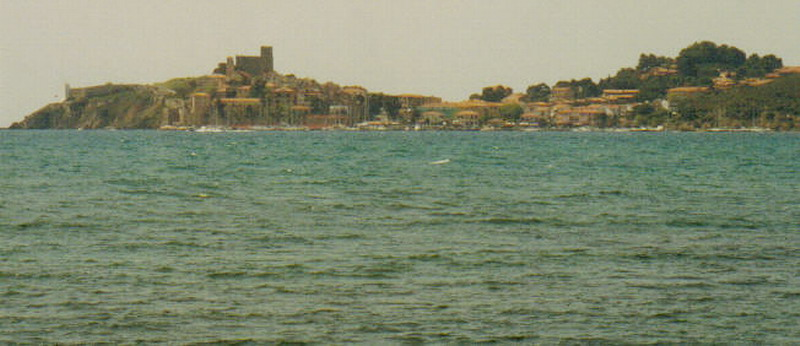
Forteresse de Talamone.

La forteresse aldobrandesque (en italien, Rocca aldobrandesca) définit le type des forteresses construites par la famille Aldobrandeschi pendant la période médiévale dans leur région de la Toscane du sud centrée sur Santa Fiora, en province de Grosseto.
Ce type de forteresse se différencie des châteaux isolés par leur situation sur la partie élevée à l'intérieur des bourgs ou de zones habitées.

## Province de Grosseto
- Forteresse aldobrandesque d'Arcidosso
- Forteresse aldobrandesque de Buriano, frazione de Castiglione della Pescaia
- Forteresse aldobrandesque de Campagnatico
- Cana, frazione de  Roccalbegna
- Forteresse aldobrandesque de Capalbio
- Forteresse aldobrandesque de Castell'Azzara
- Forteresse de Castell'Ottieri à Castell'Ottieri, frazione de Sorano
- Grosseto
- Forteresse aldobrandesque de Giglio Castello, frazione d'Île de Giglio
- Forteresse aldobrandesque de Manciano
- Rocca di Montauto, frazione de Manciano
- Château de Montemassi à Montemassi, frazione de Roccastrada
- Montepescali, frazione de Grosseto
- Palazzo Orsini de Pitigliano
- Forteresse aldobrandesque de Porto Ercole, frazione de Monte Argentario
- Forteresse aldobrandesque de Roccalbegna
- Forteresse aldobrandesque de Rocchette di Fazio, frazione de Semproniano
- Palais Sforza Cesarini à Santa Fiora
- Forteresse aldobrandesque de Saturnia, frazione de Manciano
- Forteressea aldobrandesque de  Scarlino
- Forteresse aldobrandesque de Selvena, frazione de Castell'Azzara
- Forteresse aldobrandesque de Semproniano
- Fortezza Orsini à Sorano
- Forteresse aldobrandesque de Sovana, frazione de Sorano
- Forteressea aldobrandesque de Talamone, frazione d'Orbetello
- Tatti, frazione de Massa Marittima
- Torniella, frazione de Roccastrada

## Province de Livourne
- Suvereto

## Province de Sienne
- Forteresse de Tentennano à Rocca d'Orcia (Castiglione d'Orcia)
- Forteresse aldobrandesque de Piancastagnaio

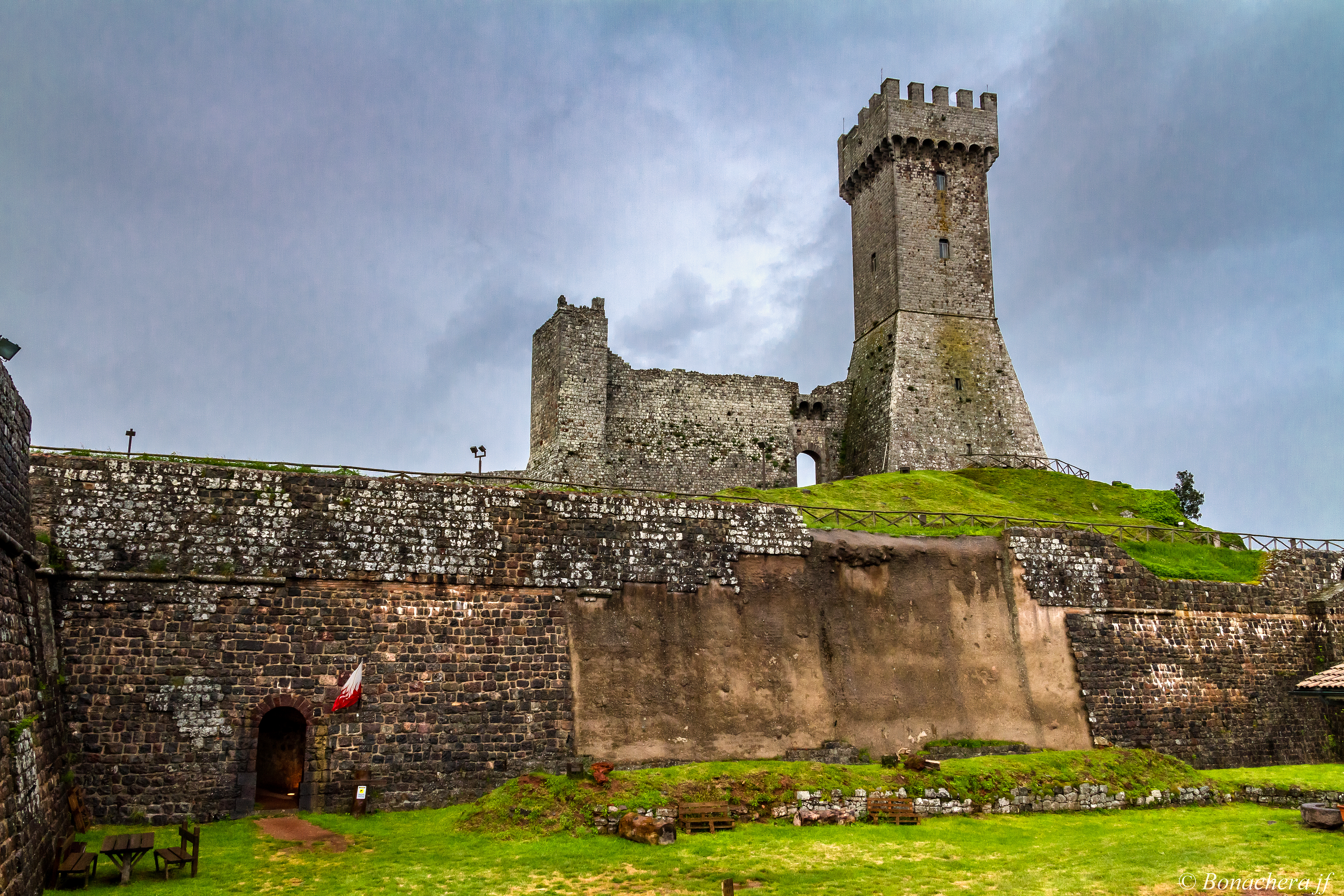
La forteresse aldobrandesque de Radicofani

- Rocca de Radicofani

## Province de Viterbe
- Montalto di Castro